# لقمان سليم
لقمان محسن سليم (1962 - 4 فبراير 2021)؛ هو كاتب وناشر وناشط سياسي لبناني، الذي روج لثقافة الذكرى للتعامل مع العديد من النزاعات الماضية والحالية في لبنان والمنطقة بأسرها. عُرف سليم بشكل خاص بأنه من أبرز منتقدي حزب الله وأيضًا ينتقد جميع الأحزاب الطائفية الأخرى. أُغتيل بأربع رصاصات في الرأس وواحدة في الظهر في سيارته في منطقة العدوسية أثناء عودته من نيحا في جنوب لبنان. على الرغم من أنه لم يتم التعرف على من قتله بعد، إلا أن أصابع الاتهام تُشير إلى حزب الله. سبق وأن أفاد سليم بتلقيه تهديدات بالقتل من الحزب.

## نشأته
ولد لقمان في 17 تموز (يوليو) عام 1962 في حارة حريك (سجل 155)  في الضاحية الجنوبية لبيروت، لعائلة عربية شيعية. فوالده هو النائب والحقوقي والمحامي محسن سليم، من الغبيري، وكان في الكتلة الوطنية مع العميد ريمون إده، ومن أشد المناضلين في سبيل حقوق الإنسان والدفاع عن الشرعية والدستور.

## دراسته
انتقل سليم إلى فرنسا في العام 1982 لدراسة الفلسفة في جامعة السوربون، وعاد إلى بيروت في 1988.

## نشاطه السياسي والثقافي
أسس سليم في العام 1990 «دار الجديد للنشر»، التي تهتم بنشر الأدب العربي ومقالات ذات محتوى مثير للجدل، وتتراوح منشوراتها بين الكتب التي يحظرها الأمن العام اللبناني وحتى الترجمات العربية الأولى لكتابات محمد خاتمي الرئيس الإصلاحي الإيراني السابق والتي أثارت جدلًا داخل المجتمع الشيعي في لبنان، نشرت العديد من مقالات ومقالات وترجمات سليم في الصحف والكتب الإنجليزية والفرنسية والعربية.
في العام 2001 انتقل سليم إلى السينما، وأسس مع آخرين في العام 2005 «أمم للأبحاث»، فأنتج العديد من الأفلام بما في ذلك فيلم «مقاتل» من إخراج سليم والفائز بجائزة الاتحاد الدولي للنقاد السينمائيين في مهرجان برلين السينمائي الدولي في العام 2005.
و«أمم للأبحاث والتوثيق»، هي منظمة غير ربحية مقرها في حارة حريك جنوب بيروت، تقوم المنظمة بإنشاء أرشيف مفتوح للمواد المتعلقة بالتاريخ الاجتماعي والسياسي في لبنان، وتنظم وتسهل المعروضات للفنانين في معرضه الشهير لمعالجة ندوب الحرب الأهلية اللبنانية (1975-1990)، والتي تعدّ من المحرمات ولا تدرس على مستوى المدارس الابتدائية أو الثانوية. تنظم أمم أيضًا عروض الأفلام والمعارض الفنية والمناقشات المتعلقة بالعنف المدني وذاكرة الحرب.
في العام 2008 أسس مع آخرين «جمعية المحور اللبناني في سبيل مواطنية جامعة (هيا بنا)»، مركزها في حارة حريك أيضًا. ومن أهدافها:
- الدفاع عن قيم المواطنية والتسامح والتعدد والديمقراطية وحقوق الإنسان ونشرها بكل الوسائل الممكنة.
- تنمية أوضاع المواطنين من النواحي الثقافية والعلمية والاجتماعية والصحية.
- الحرص على توفير الاستقرار والأمن للمواطن وإعداده للمواطنية المثلى، وتمتين الروابط اللبنانية وتطبيق المساواة في ما بينهم.
- دعم التواصل مع المغتربين بغية اشتراكهم في المجتمع اللبناني.
- التأكيد على حقوق المرأة كشريكة أساسية في المجتمع اللبناني.
- احترام المواثيق الحكومية والمواثيق الدولية.
- نشر الثقافة العامة وإغاثة كافة المحتاجين سواء كان من جراء الكوارث الطبيعية والحروب.

ولبلوغ أهدافها يعود للجمعية أن تقوم بجميع النشاطات الاجتماعية والثقافية مثل: إنشاء مدارس ومستشفيات ومستوصفات وإصدار مطبوعات دورية جامعة. على أن تطبق البنود المذكورة أعلاه وفقا للقوانين والأنظمة المرعية الإجراء وبعد موافقة المراجع المختصة.

## أعماله
للقمان سليم العديد من الأعمال والترجمات منها:

### مؤلفات
- عود الريحاني على العربيّة - 1998 [27]
- في قبرٍ في مكانٍ مزدحم يليه بيتنا زجاج ونرشق بالورد والحجارة - مع شقيقته رشا الأمير[28] - 2000 [29]
- أنسي الحاج، شاعراً ولبنانياً (مع آخرين) - 2000 [30]
- مفاتيح السجن السوري: مصطلحات من وراء القضبان (إعداد مع آخرين) - 2012.[31]

### ترجمات
- الخشخاش والذاكرة لباول تسيلان من الألمانيّة إلى العربيّة [32] - راجع النص وضّاح شرارة
- توقيعات لإميل سيوران من الفرنسيّة إلى العربيّة - 1991 [33]
- أنا الضحيّة والجلاد - أنا لجوزيف سعادة من الفرنسيّة إلى العربيّة - مع باسكال تابت - 2005[34]

### أعمال أخرى
- مدينة السياسة: فصول من تطور الفكر السياسي في الغرب لمحمد خاتمي - تقديم لقمان ورشا سليم - 2000.[35]
- Massaker : Sabra et Chatila par ses bourreaux- 2004 [36][37] مع آخرين
- Liban, espaces partagés et pratiques de rencontre - 2008 [38] - مع آخرين
- I have before me a remarkable document given to me by a young lady from Rwanda - مع آخرين - 2013 [39]
- عن ستوديو بعلبك ومنازل لبنانية أخرى - 2013 [40] - مع آخرين
- Tadmor [41] - فيلم مع آخرين - 2017

## مقتله
في ليلة 3 فبراير/شباط 2021، أثناء حظر التجول، كان لقمان عائدًا لوحده في سيارته المُستأجرة إلى بيروت، بعد أن زار صديقه في نيحا بقضاء صور. ولاحقًا تم العثور على سيارته في منطقة نائية بين قريتي العدوسية وتفاحتا في قضاء الزهراني الجنوبي في قضاء صيدا، وعثر على لقمان مقتولاً بداخلها بعد إطلاق النار عليه أربع مرات في رأسه ومرة في ظهره. وقد أُدخل إلى مُستشفى محلي، حيثُ أُعلن عن وفاته. وقالت شقيقته رشا الأمير إنه «ربما كانت هناك أسباب إيديولوجية وسياسية خلف عملية اغتياله».
وكان سليم قد ذكر في الأيام التي سبقت مقتله بأن حزب الله كانوا يُهددونه في منزله ويتهمونه بالخيانة. وبعد التأكد من مقتله، غرّد جواد نصر الله، نجل أمين عام حزب الله، على تويتر قائلاً: «خسارة البعض هي في الحقيقة ربح ولطف غير محسوب #بلا_أسف». وحذف التغريدة فيما بعد ونفى أنه يكون قد كان يشير إلى مقتل لقمان سليم. وأدان حزب الله مقتله، ونفى أي تورط له، ودعا إلى إجراء تحقيق فوري.

## ما بعد اغتياله
كشف النائب العام الاستئنافي في جنوب لبنان رهيف رمضان أن جثة لقمان سليم قد وجدت مصابة بـ4 طلقات في الرأس، ولم يعثر مع الجثة على أي بطاقة تعريف. وكانت قوى الأمن الداخلي قد أعلنت العثور على جثة الناشط سليم في سيارته الخميس 4 شباط (فبراير) 2021، بمنطقة العدوسية (جنوب لبنان)، بعد ساعات من إعلان أسرته فقدان الاتصال به.

وأوضحت رشا الأمير شقيقة سليم، في تصريح إعلامي:
«أنها لاتتهم أحدا في اغتيال أخيها، لكن المسؤولين عن الجريمة معروفين، هم قاموا بتوجيه أصابع الاتهام لأنفسهم، من المعروف من هو المتحكم في هذه المنطقة».
وأضافت: 
«أن شقيقها قد سبق وتعرض لتهديدات متنوعة، وصلت إلى منزله، متهمة أن هؤلاء الذين سبقوا أن هددوه في بيته هم الضالعين في قتله»… «لا أثق في قدرة القضاء اللبناني … هذا قدر وليس قضاء.. قدر سيخنقنا جميعا»، شاكية من تكاسل الأمن في الاستجابة لشكوى غياب شقيقها، وتقاعسه عن حمايته رغم تعرضه لتهديدات تمس سلامته الشخصية على مدار عام. 
وكان سليم قد تحدث في وقت سابق، عن تجمع للعشرات أمام منزله في حارة حريك (الضاحية الجنوبية لبيروت)، تزامن مع اعتداء مماثل نفذه مؤيدون لحزب الله وحركة أمل واستهدف خيمة لنشطاء في بيروت.

### ردود أفعال
بعد إعلان خبر اغتيال سليم، أصدرت العديد من الجهات السياسية والجمعيات الناشطة في لبنان بيانات استنكار، منها:
دان تيار المستقبل الذي يتزعمه سعد الحريري (رئيس الوزراء المكلف حينذاك)، «بأشد عبارات الاستنكار هذه الجريمة النكراء». وحذر المستقبل الذي اغتيل مؤسسه رفيق الحريري في العام 2005، في بيان، من مخاطر العودة إلى مسلسل الاغتيالات واستهداف الناشطين. وطالب الجهات المختصة الأمنية والقضائية الشرعية إلى جلاء الحقيقة بأسرع وقت.
وقال وزير الداخلية محمد فهمي: "إن ما حصل اليوم جريمة مروعة ومدانة". وكشف أنه أجرى اتصالات مع قادة أجهزة الأمن لمتابعة تداعيات اغتيال لقمان سليم". وكتبت السفيرة اللبنانية السابقة لدى الأردن تريسي شمعون على حسابها في "تويتر": "كان لقمان سليم صاحب رأي. تماما كما كنت، في ما قلته، صاحبة رأي. حين لا تُحتمل الآراء المختلفة إلى حد القتل أو التخوين فهي مؤشر على النهايات. أخاف على نهاية البلد (..)".
وقال وزير العدل السابق أشرف ريفي: «إن الاغتيال يأتي في إطار مسلسل تصفيات الترهيب وكتم الأفواه».
وفي وقت لاحق، أصدر حزب الله بيانا مقتضبا جاء فيه: «يدين حزب الله قتل الناشط السياسي لقمان سليم، ويطالب الأجهزة القضائية والأمنية المختصة بالعمل سريعا على كشف المرتكبين ومعاقبتهم، ومكافحة الجرائم المتنقلة في أكثر من منطقة في لبنان وما يرافقها من استغلال سياسي واعلامي على حساب الأمن والاستقرار الداخلي».

## روابط خارجية
- هيا بِنا
- أمم للأبحاث والتوثيق